# Pascal Kern
Pascal Kern (* 21. September 1993) ist ein Schweizer Unihockeyspieler, der bei den ETV Piranhhas Hamburg unter Vertrag steht.

## Karriere

### Verein

#### HC Rychenberg Winterthur
Kern begann seine Karriere beim Unihockey Tösstal Wila-Saland. 2004 wechselte er in den Nachwuchs des NLA-Vereins HC Rychenberg Winterthur. 2012 wurde er in das Kader der ersten Mannschaft aufgenommen und mit einem Vertrag ausgestattet. In derselben Saison debütierte er in der Nationalliga A. Für die Winterthurer kam er bis 2017 in 126 Partien zum Einsatz.

#### Floorball Köniz
Nach der Saison 2016/17 gab Floorball Köniz den Transfer des Stürmers auf die kommende Saison bekannt. Nach nur elf Spielen wurde sein noch bis zum Saisonende laufender Vertrag bei den Bernern im gegenseitigen Einvernehmen aufgelöst, da er nach einer Verletzung in der Vorbereitung nicht die von ihm angestrebte Rolle im Team der Berner übernehmen konnte.

#### HC Rychenberg Winterthur
Am 23. November 2017 gab der HC Rychenberg Winterthur die Rückkehr des Stürmers bekannt.

#### ETV Hamburg
Im April 2024 gab der HC Rychenberg Winterthur den Wechsel des Stürmers zum ETV Hamburg bekannt, wobei private Gründe massgeblich waren.

### Nationalmannschaft
2016 wurde Kern erstmals für die Schweizer Unihockeynationalmannschaft aufgeboten. Mit der Nationalmannschaft spielte er an der Euro Floorball Tour. Dabei kam er in drei Partien zum Einsatz.